# 紐倫堡大猶太會堂

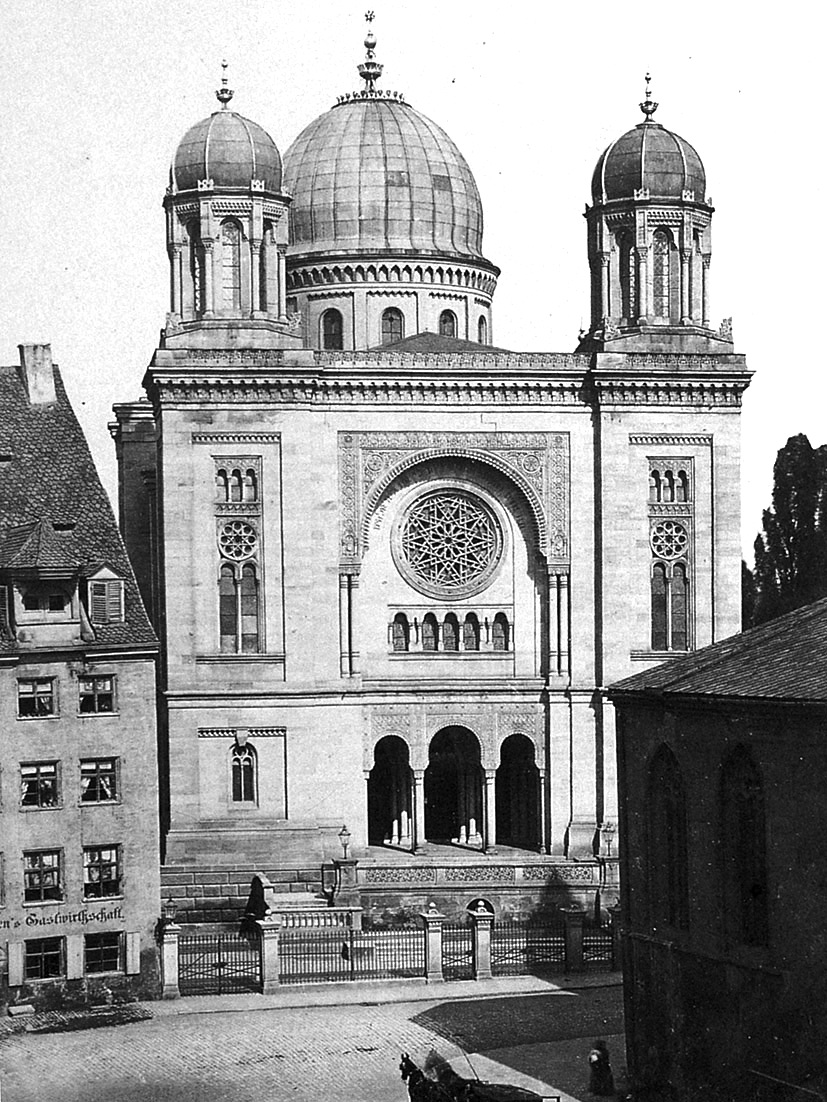

紐倫堡大猶太會堂（Grand Synagogue of Nuremberg）是德國城市紐倫堡的第三座猶太會堂，竣工於1874年，在1938年被毀。紐倫堡的前兩作猶太會堂分別在1349年和1499年被毀。而這座猶太會堂由Adolf Wolff設計，可以容納389名女性和546名男性。 